# Ngâu Tàu
Ngâu Tàu (danh pháp hai phần Aglaia odorata), là loại cây mộc dạng bụi nhỏ thuộc chi Gội (Aglaia), họ Xoan (Meliaceae). Rất dễ nhầm với cây Ngâu Việt (Aglaia duperreana). Nhìn chung 2 loài này hiện tại có vùng phân bổ và công dụng tương tự như nhau. Loài ngâu tàu nguyên xuất từ vùng Nam Trung Hoa, nhưng hiện nay thì lan rộng xuất hiện khắp vùng Đông Nam Á.

## Đặc tính
Cây ngâu tàu là loài bụi nhỏ, mọc cao khoảng 2 m, rậm cành, tán tròn. Lá ngâu tàu nhỏ hình trái xoan bề ngang chỉ khoảng 1 cm. Đầu lá nhọn hoặc hình nêm. Hoa nhỏ màu vàng, hoa tự bông dạng chùm. Hoa cho hương thơm thanh khiết. Cây Ngâu Tàu cũng có yêu cầu sinh thái về đất và ánh sáng khá rộng, nên dễ trồng và chăm sóc.

## Sử dụng
Ngâu Tàu được sử dụng tương tự Ngâu ta. Sử dụng làm cảnh quan tạo hình khối (tròn hoặc vuông vắn) cho các công trình từ kiến trúc cổ xưa phương đông đến kiến trúc hiện đại. Dùng hoa thơm ướp quần áo, ướp trà cho cách thưởng Trà hương phong cách Việt hay để làm hoa cúng. Cây Ngâu Tàu cũng được dùng nhiều trong các vị thuốc Đông y.

## Hình ảnh

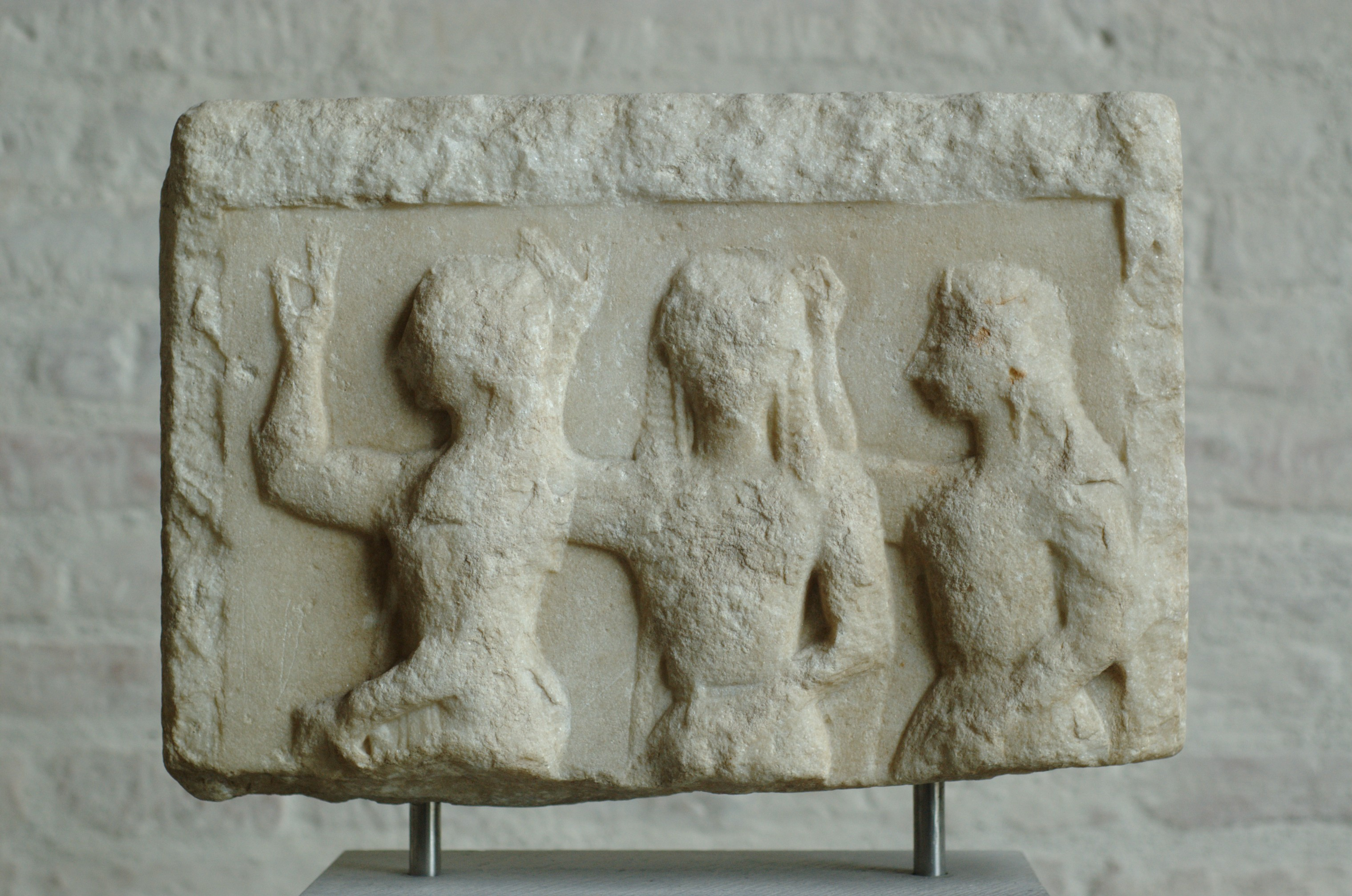
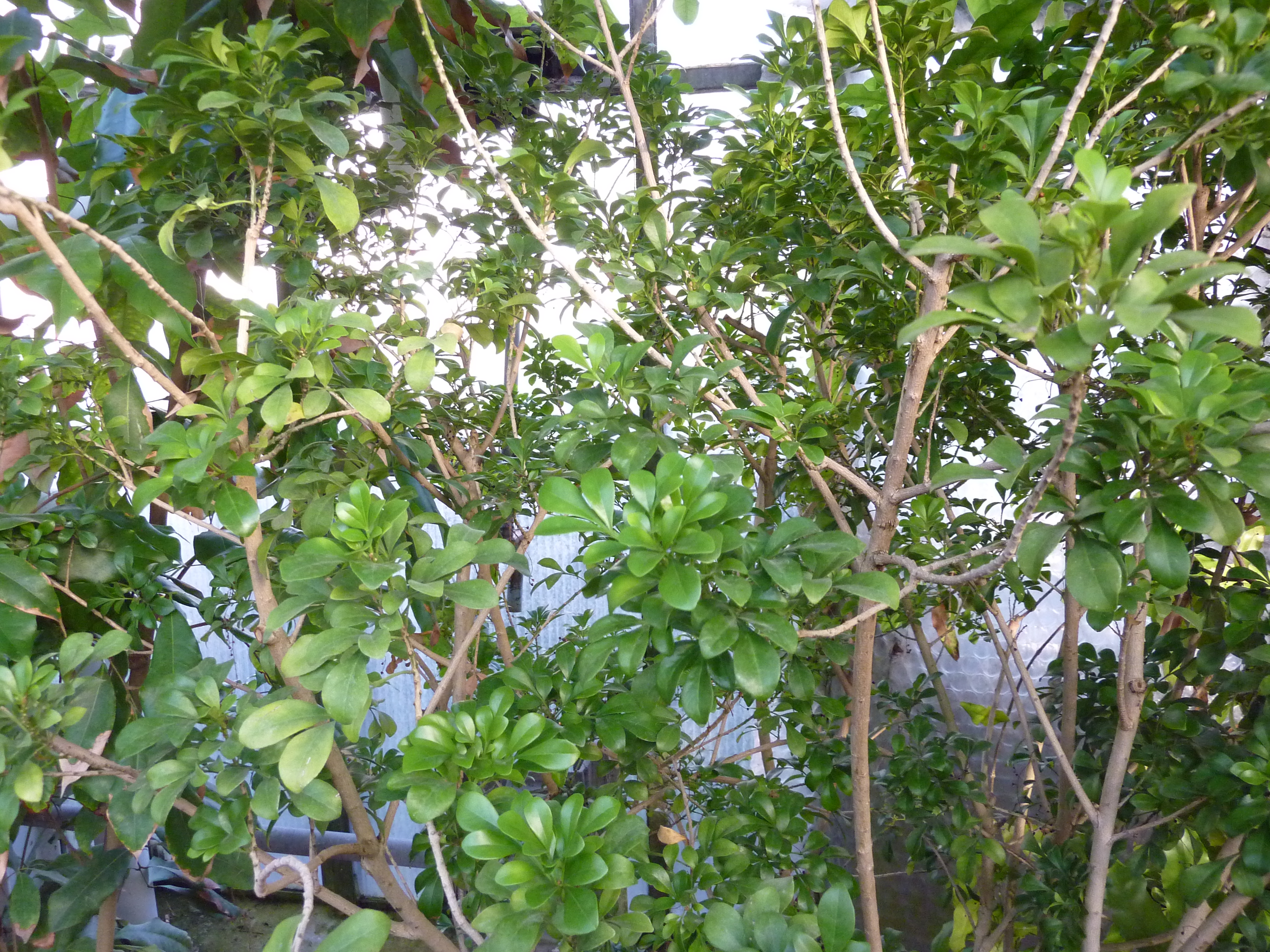
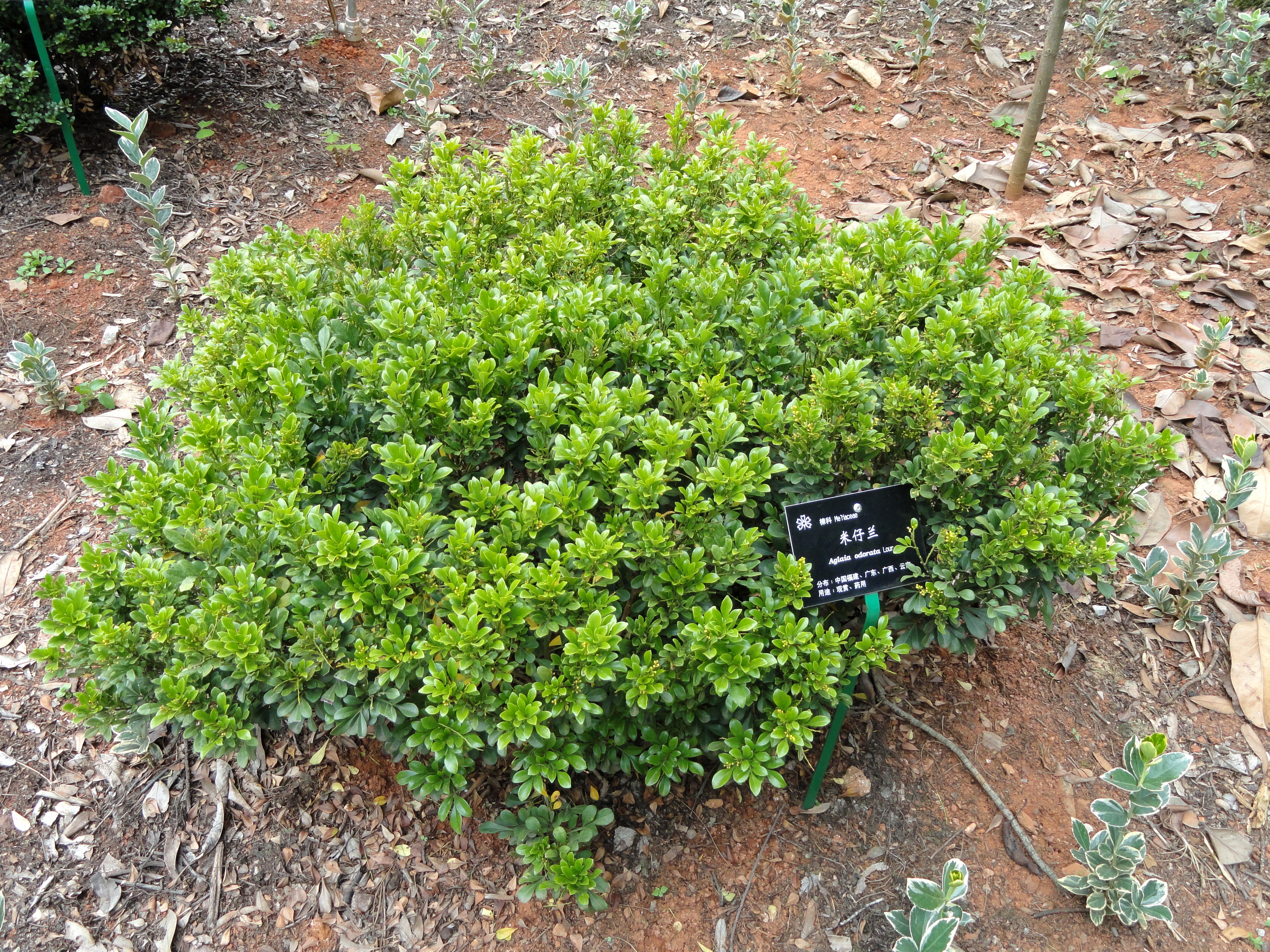